# Tormenta tropical Bret (1993)
Este artículo trata sobre la tormenta tropical formada con ese nombre en el Atlántico en 1993; para otras tormentas llamadas Bret, véase Huracán Bret.

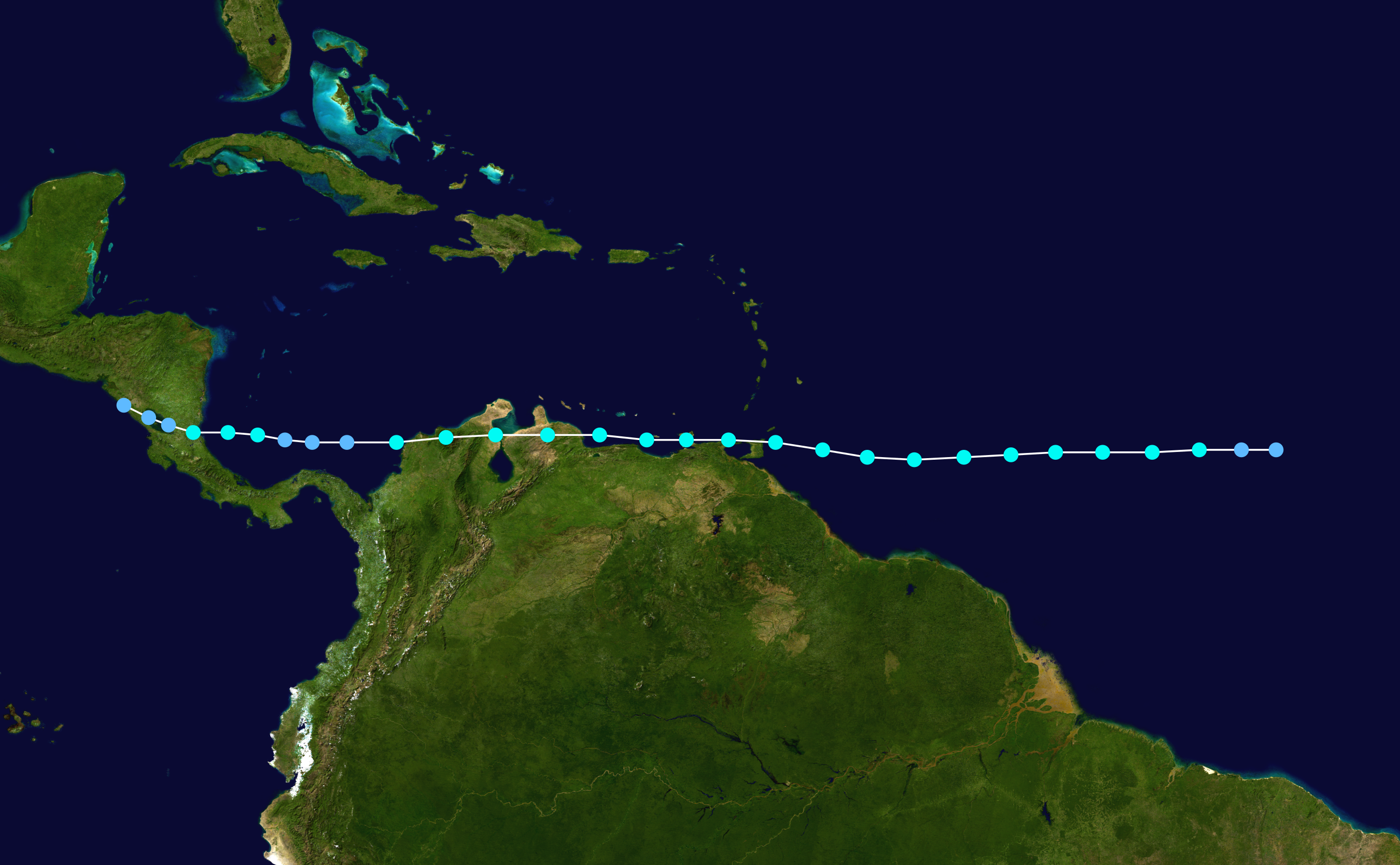
Trayectoria del Tormenta tropical Bret (1993), perteneciente a la temporada de huracanes del Atlántico de 1993.

La tormenta trop fue la segunda tormenta en recibir nombre de la temporada de huracanes del Atlántico de 1993. Aunque solo fue una tormenta tropical, causó fuertes daños y cerca de 200 muertes al avanzar a través del mar Caribe durante agosto de esa temporada.

## Historia meteorológica
Una onda tropical se alejó de las costas de África el 1 de agosto. A diferencia de otras ondas anteriores a esta, Bret mantuvo su convección, debido a favorables vientos de nivel superior y a templadas aguas. La convección se concentró alrededor de la onda, y grupos de nubes aparecieron, incrementando los estimados satelitales de intensidad. Debido a esto, la depresión tropical 3 se desarrolló a 2.010 km al este de Trinidad el 4 de agosto a la latitud de 10° N.